# Château de Rougemont (Côte-d'Or)
Le château de Rougemont  est un donjon médiéval en ruines situé à Rougemont en Bourgogne-Franche-Comté.

## Localisation
Le château est bâti sur une motte irrégulière qui domine la RD 905 et l'Armançon en rebord de plateau à 850 m au sud-est de Rougemont au lieu-dit "sous les tours" à la verticale du pont de Rougemont.

## Historique
En 1097, Eudes est vicomte de Rougemont. En 1172, Guy de Nevers refuse l’hospitalité de son château de Rougemont au comte de Hainaut. En 1210, Hervé de Nevers échange avec Eudes III de Bourgogne son château de Grignon et ses dépendances contre celui de Rougemont. En février 1244, Andreas de Rougemont accorde droit de pâtures sur ses terres à l'abbaye Saint-Jean-de-Réome. En 1411, les Armagnacs occupent le château qui est délivré par le comte de Nevers qui le livre au pillage[réf. souhaitée].

## Architecture
Le château est bâti sur une motte qui domine de près de dix mètres un large fossé au nord et à l'ouest. Au sud, la motte descend en pente douce vers l'Armançon. Son angle nord-est porte les vestiges d'une tour carrée dont il ne reste que deux départs de retours d'angles et la façade nord. Celle-ci s'ouvre au second étage par trois grandes archères ; ses faces est et ouest, à moitié effondrées, sont percées chacune d'une porte au niveau du premier étage ; la face sud a complètement disparue. La moitié occidentale de la motte, actuellement vide, semble avoir porté une tour identique à la première[réf. souhaitée].
La motte et le donjon sont inscrits aux monuments historiques par arrêté du 5 septembre 1996.